# Graveworm
Graveworm so italijanska simfonična black metal skupina z velikim vplivom gotic metala in doom metala (starejši albumi) in death metala (zadnja dva albuma). Skupina je bila ustanovljena leta 1997 in izhaja iz Brunecka.

## Zasedba

### Trenutna zasedba
- Stefano Fiori - vokal(1997 - sedanjost)
- Sabine Mair - klaviature (1997 - sedanjost)
- Martin Innerbichler - bobni (1997 - sedanjost)
- Harry Klenk - bas kitara (prej kitara) (1997 - sedanjost)
- Eric Righi - kitara(2001 - sedanjost)
- Thomas Orgler - kitara(2005 - sedanjost)

### Nekdanji člani
- Lukas Flarer - kitara(2003 - 2005)
- Stefan Unterpertinger - kitara(1997 - 2003)
- Didi Schraffel - bas kitara(1997 - 2001)
- Eric Treffel - kitara (2001)

## Diskografija

### Studijski albumi
- When Daylight's Gone (1997)
- As the Angels Reach the Beauty (1999)
- Scourge of Malice (2001)
- Engraved in Black (2003)
- (N)utopia (2005)
- Collateral Defect (2007)

### Video
- "Awaiting the Shining" (1998)
- "I - The Machine" (2005)

### Priredbe
- "How Many Tears" - Helloween
- "Fear of the Dark" - Iron Maiden
- "It's a Sin" - Pet Shop Boys
- "Christian Woman" - Type O Negative
- "I Need a Hero" - Bonnie Tyler
- "Losing My Religion" - R.E.M.